# Trzepieciny
Trzepieciny – wieś w Polsce położona w województwie lubelskim, w powiecie zamojskim, w gminie Adamów. 
Miejscowość powstała prawdopodobnie w XVIII wieku. W latach 1975–1998 miejscowość administracyjnie należała do województwa zamojskiego.
Wieś jest sołectwem w gminie Adamów. Według Narodowego Spisu Powszechnego z roku 2011 wieś liczyła 95 mieszkańców i była trzynaście co do liczby ludności miejscowością gminy.
Wierni Kościoła rzymskokatolickiego należą do parafii Opatrzności Bożej w Bondyrzu.